# Gaïa Éditions
Pour les articles homonymes, voir Gaïa (homonymie).
Gaïa Éditions est une maison d'édition française fondée en 1991 à Larbey (Landes) par Susanne Juul et Bernard Saint-Bonnet.

## Historique
Susanne Juul, traductrice d'origine danoise, fonde en 1991 la maison Gaïa Éditions avec son mari, Bernard Saint-Bonnet, enseignant à Pau,. À sa création l'ambition de la maison d'édition est d'explorer toutes les littératures étrangères, d'où son nom signifiant Terre en grec ancien.
La première publication de Gaïa Éditions, en septembre 1993, est un recueil de courtes histoires humoristiques du danois Jørn Riel sous le titre La Vierge froide et autres racontars. La littérature nordique devient alors sa spécialité. Depuis 1996, la maison d'édition publie également des auteurs français. Elle développe aussi une spécialité en littérature serbo-croate et fait quelques incursions dans d'autres littératures, notamment la littérature anglophone.
En 2001, Gaïa Éditions lance la collection Gaïa polars en publiant Le Loup dans la bergerie, premier roman de la série « Varg Veum » du norvégien Gunnar Staalesen.
En 2003, la maison lance la collection Taille unique en publiant Naïf. Super., roman du norvégien Erlend Loe. Cette collection destinée à la publication de romans traitant de sujets de société prend fin en 2006.
En 2005, à la suite de la crise frappant son diffuseur-distributeur, Gaïa Éditions s'associe à Actes Sud, dont elle bénéficie depuis du circuit de diffusion,. Actes Sud prend alors 73 % du capital de Gaïa.
Jusqu'en juillet 2009, tous les ouvrages publiés par Gaïa Éditions dans sa collection de littérature générale sont imprimés sur un papier de couleur rose. Depuis août 2009, les ouvrages sont imprimés sur un papier de couleur crème, plus écologique.
Depuis janvier 2009, le siège social de Gaïa Éditions est situé à Montfort-en-Chalosse, dans les Landes,.

## Logo
Le premier logo de Gaïa Éditions représente la terre au-dessus d'un livre ouvert. Depuis 2009, son logo représente une rouelle d'art populaire.

## Catalogue

### Quelques auteurs
- Leif Davidsen
- Kjell Eriksson
- Knut Hamsun
- Jānis Joņevs
- Daniel Katz
- Erlend Loe
- Katarina Mazetti
- Vilhelm Moberg
- Jo Nesbø
- Morten Harry Olsen
- Jørn Riel
- Gunnar Staalesen
- Irina Teodorescu
- Herbjørg Wassmo

### Collections
- Littérature générale
- Gaïa polars